# Vladimír Petřík
Vladimír Petřík (* 24. prosince 1939) je bývalý český fotbalista.

## Fotbalová kariéra
V československé lize hrál v sezóně 1969/70 za TJ Gottwaldov. Nastoupil ve 26 ligových utkáních. Gól v lize nedal. Vítěz Českého a Československého poháru 1970.

## Ligová bilance
| Ročník                                   | Zápasy | Góly | Klub          |
| ---------------------------------------- | ------ | ---- | ------------- |
| 1. československá fotbalová liga 1969/70 | 26     | 0    | TJ Gottwaldov |
| CELKEM                                   | 26     | 0    |               |